# جورجي جوزيف
جورجي جوزيف (بالفرنسية: Georgi Joseph)‏ مواليد 23 نوفمبر 1982 في باريس، هو لاعب كرة سلة فرنسي. بدأ مسيرته الاحترافية في سنة 2005. يلعب مع أورليان لواريت في الدوري الفرنسي لكرة السلة الدرجة الأولى. يحمل الرقم 14. يبلغ طوله 6 قدم 6 بوصة (2.0 م).

## المسيرة الاحترافية
لعب مع نادي مونتكاتيني الرياضي في موسم 2005–2006، ثم لعب مع أورليان لواريت في الدوري الفرنسي في موسم 2011–2012، ثم لعب مع أسفيل باسكت من سنة 2012 إلى 2015، ثم لعب مع أورليان في سنة 2016.

## روابط خارجية
- جورجي جوزيف على موقع كرة السلة الأوروبية.كوم (الإنجليزية)
- جورجي جوزيف على موقع ريلجم (الإنجليزية)
- جورجي جوزيف على موقع بروبوليرز (الإنجليزية)
- جورجي جوزيف على موقع سبورتس رفرنس (الإنجليزية)